# William McChesney Martin

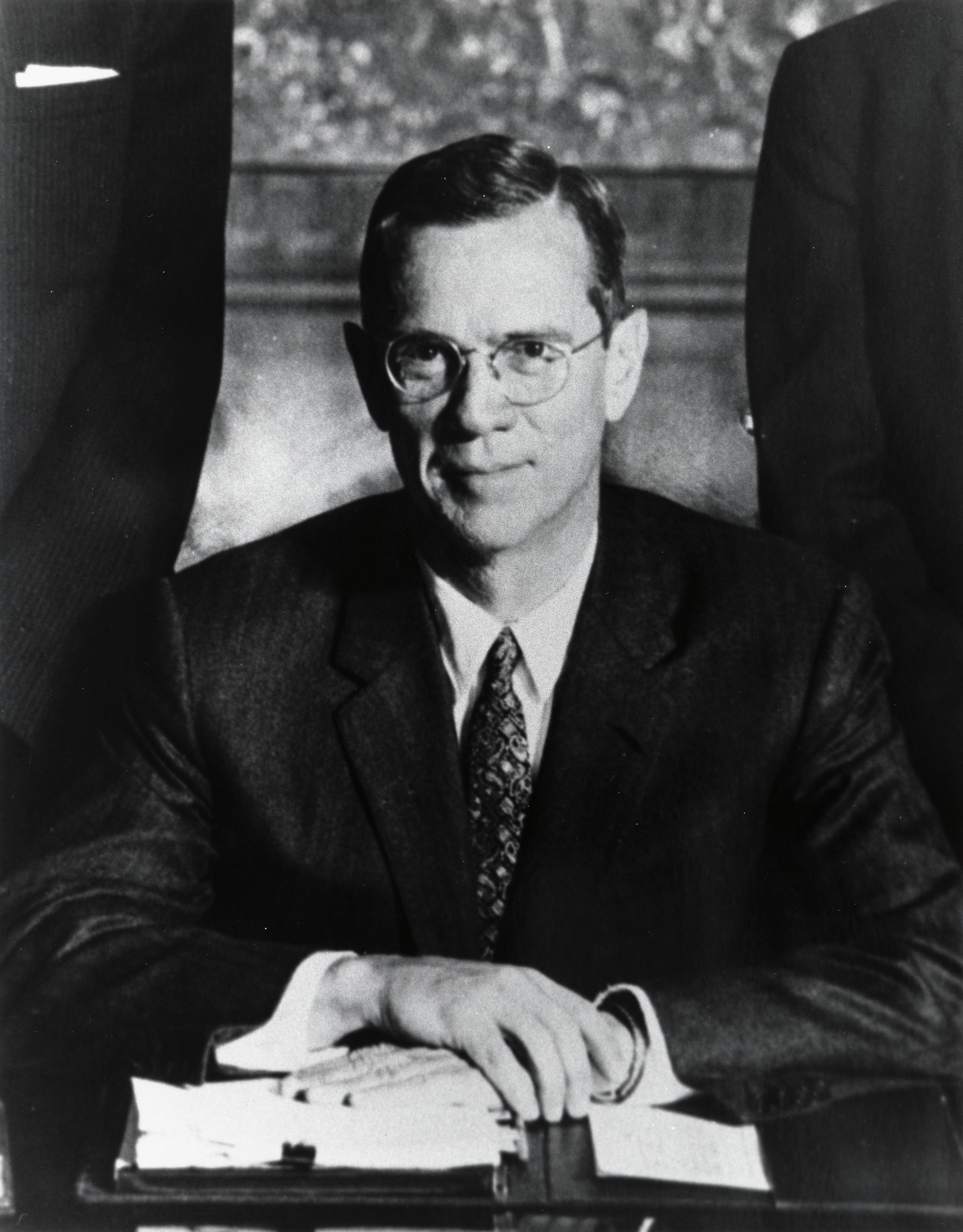
William McChesney Martin

William McChesney Martin Jr. (* 17. Dezember 1906 in St. Louis, Missouri; † 28. Juli 1998 in Washington, D.C.) war ein US-amerikanischer Ökonom und Chef des Federal Reserve System vom 2. April 1951 bis zum 31. Januar 1970.

## Leben
William McChesney Martin Jr. wurde 1906 als Sohn von William McChesney Martin Sr. und Rebecca Woods geboren. Sein Vater war ein wichtiger Banker und war 1913 an der Entwicklung des Reservesystems der USA beteiligt. William studierte an der renommierten Yale University, wo er hauptsächlich Latein, Englisch und Tennis lernte. Nach dem Studium orientierte er sich mehr an der Finanzwelt und bekam seine erste Anstellung bei der Federal Reserve Bank in St. Louis, deren Vorsitz sein Vater innehatte. Anschließend arbeitete er bei dem Wertpapierhandelsunternehmen A.G. Edwards & Sons, wo er schon nach zwei Jahren Partner wurde. 1931 begann er für das Unternehmen an der New York Stock Exchange zu handeln. Neben seiner eigentlichen Arbeit begann er, sich auch für die Verbesserung der Wertpapieraufsicht einzusetzen.
1935 wurde Martin in das Direktorium der NYSE gewählt. 1938 wurde er der erste bezahlte Vorsitzende des Börsendirektoriums. Im April 1941 wurde er Gefreiter der United States Army und schon 10 Monate später Offizier. Als solcher war er unter anderem für die Koordination der Hilfen der USA an die Sowjetunion zuständig. Nach seiner Entlassung im Rang eines Obersts wurde er Präsident der Export-Import-Bank. Seine Arbeit dort endete nach drei Jahren mit seinem Wechsel zum US-Finanzministerium, wo er als Staatssekretär (Assistant Secretary) für Finanzangelegenheiten zuständig war. Gleichzeitig vertrat er die USA in der Weltbank. Von dort wurde er 1951 von US-Präsident Harry S. Truman zum Chef des Federal Reserve System berufen, was vom US-Senat am 21. März 1951 bestätigt wurde. Während seiner Amtszeit war er vor allem an der Stabilität des US-Dollars und damit einer niedrigen Inflation interessiert, was ihm Konflikte mit der Regierung einbrachte. Trotzdem endete seine Amtszeit erst am 30. Januar 1970. Mit fast 19 Jahren ist er der am längsten amtierende Vorsitzende des Zentralbanksystems der USA. Sein Nachfolger wurde Arthur F. Burns. 1963 wurde Martin in die American Academy of Arts and Sciences und 1972 in die American Philosophical Society gewählt.
Martin starb 1998 in Washington im Alter von 91 Jahren.